# Сарпа
Сарпа (Sarpa salpa) — вид морських променеперих риб із сімейства родини Спарових. Відноситься до монотипічного роду Sarpa. Поширена в східній Атланиці від Біскайської затоки і Гібралтару до Сьєрра-Леоне, Мадейри, Канари та Кабо-Верде включно, також від Конго до Південної Африки. Мешкає в Середземному морі. Відзначені поодинокі знахідки у Чорному морі біля берегів Туреччини, Грузії, Болгарії та Румунії. В Україні відзначені біля Севастополя.

## Опис
Тіло майже овальне, стисло з боків, помірно високе, вкрите дрібною лускою . Очі маленькі, їх діаметр менший за довжину рила. Рот невеликий. Зуби на обох щелепах різкоподібні, розташовані в один ряд. Ріжучий край передніх зубів верхньої щелепи з однією помітною зазубреною (виїмкою) посередині, яка поділяє його як би на два зубчики. На нижній щелепі зуби із загостреною вершиною трикутної форми. Спина сірувато-блакитна, боки і черево білувато-сріблясті. На боках є до 10-11 помаранчевих або золотисто-помаранчевих поздовжніх смуг, деякі з них переходять на голову. В основі грудних плавців є нечітка темна пляма.
Відома  своєю галючиногенною дією при вживанні у їжу. За деякими джерелами, ще древні римляни вживали її у якості легкого наркотику та галюциногену.
Максимальна довжина тіла 51 см, зазвичай до 30 см

## Ареал
Поширена в східній Атланиці від Біскайської затоки і Гібралтару до Сьєрра-Леоне, Мадейри, Канари та Кабо-Верде включно, включаючи Середземне , Адріатичне , Чорне моря. також від Конго до Південної Африки. Мешкає в Середземному морі. Відзначені поодинокі знахідки у Чорному морі біля берегів Туреччини, Грузії, Болгарії та Румунії. В Україні відзначені біля Севастополя.
У західній частині Індійського океану зустрічаються від півдня Мозамбіку до південної Африки.

## Біологія
Морська зграйна риба прибережної зони. Тримається над скелями і великим камінням, покритим рослинністю, або серед рослинності літоральної зони на глибині від 5 до 70  м.
Харчується переважно підводною рослинністю, але також молюсками та дрібними рибами

### Розмноження
Сарпа є протандричним гермафродитом , тобто спочатку всі статевозрілі особини є самцями (чоловічої статі), а потім частина риб змінює  стать і стає самками (жіночого роду). Вперше дозрівають при довжині тіла 18-20 см. Зміна статі відбувається при довжині тіла 26-28 см. Серед великих особин переважають самки. Нерест порційний. У Середземному морі біля берегів Франції нерестяться з березня до травня, а біля берегів Тунісу  — з вересня до листопада. Біля західного узбережжя Африки нерестовий сезон триває з грудня до березня  .
Біля Канарських островів сезон розмноження триває з вересня до травня з піком нерестової активності в зимові місяці (грудень, січень). Самці досягають статевої зрілості при довжині тіла 22 см у віці двох років, а самки - при довжині тіла 29 см у віці трьох років. Зафіксована максимальна тривалість життя - 11  років